# Cornwall River Kings
Die Cornwall River Kings (französisch River Kings de Cornwall) sind ein kanadisches Eishockeyfranchise aus Cornwall in der Provinz Ontario. Das Team spielt seit seiner Umsiedlung aus Windsor im Jahr 2012 in der Ligue Nord-Américaine de Hockey.

## Geschichte
Erst im Jahr 2011 waren die Wild de Windsor nach Umsiedlung des Franchises aus Sherbrooke entstanden und standen 2012 im Finale um die Coupe Canam, wo sie allerdings den Isothermic de Thetford Mines unterlagen. Nachdem allerdings bekannt wurde, dass das Franchise innerhalb einer Saison einen Verlust von 100.000 kanadischen Dollar erwirtschaftet hatte, wurde im April 2012 der Verkauf des Franchise nach Cornwall in der Provinz Ontario angekündigt. Die River Kings sind damit die einzige Mannschaft der Liga, die nicht in der Provinz Québec angesiedelt ist.